# Acetale

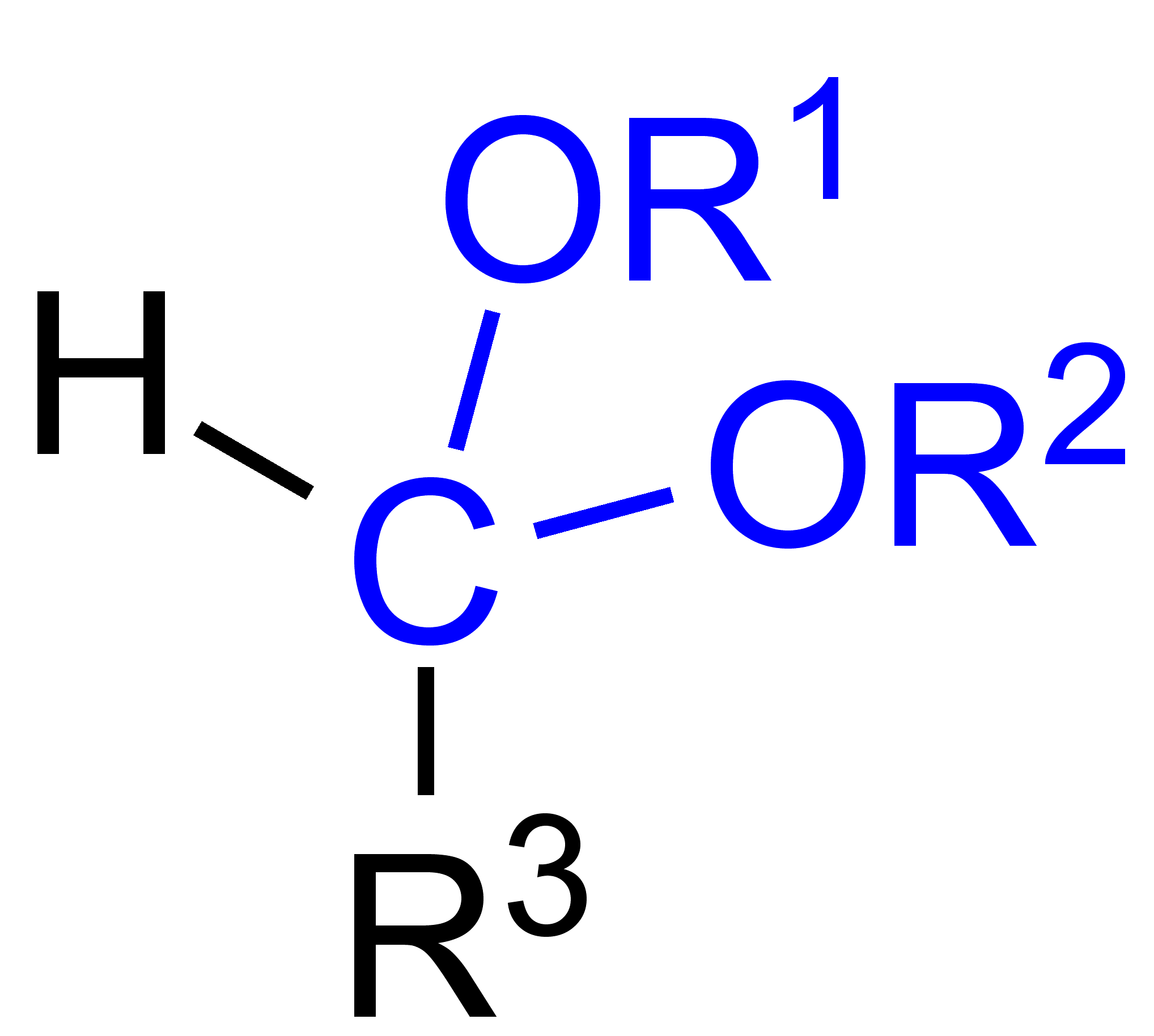
Wzór ogólny acetali aldehydowych

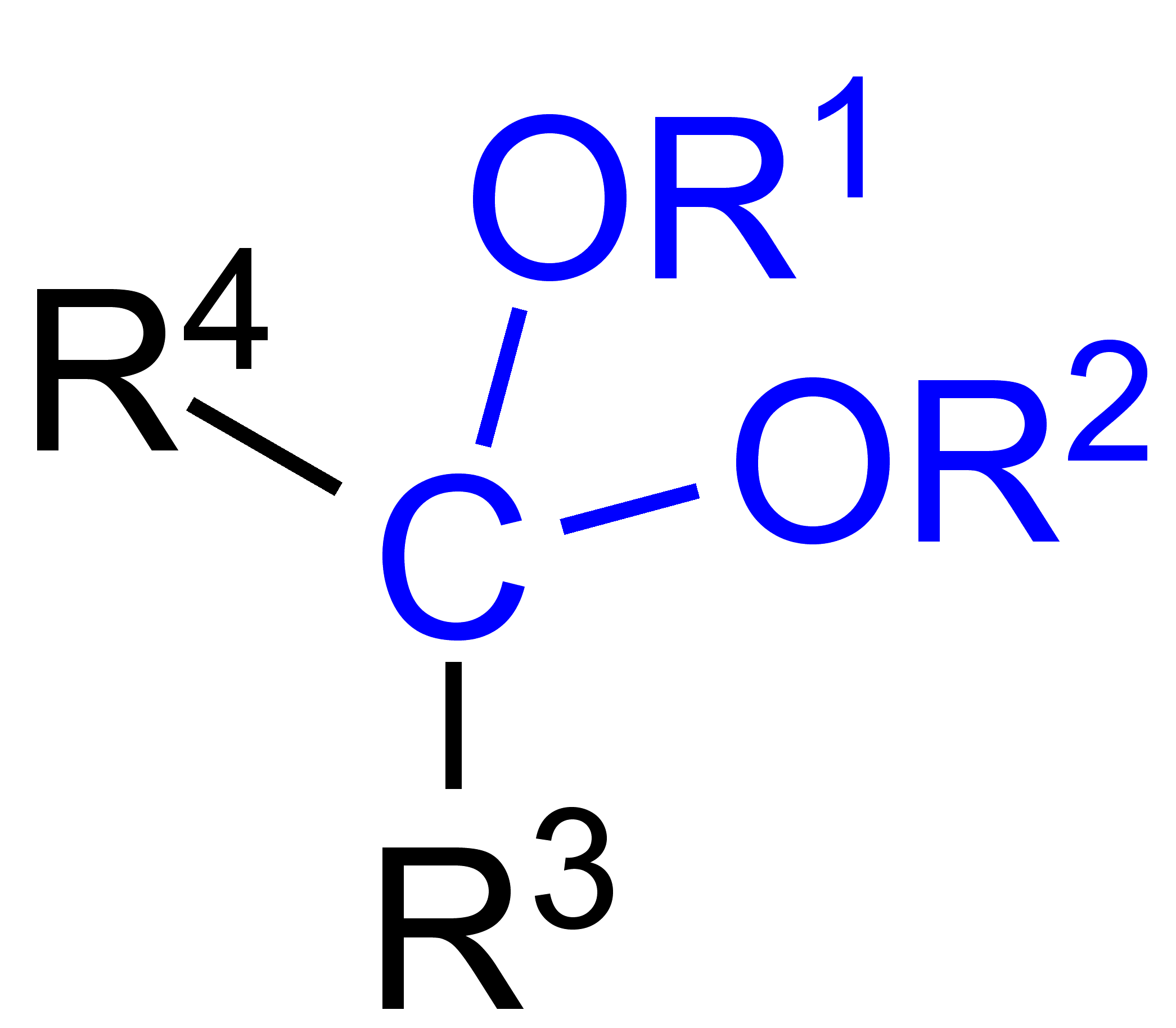
Wzór ogólny acetali ketonowych (ketali)

Acetale – grupa organicznych związków chemicznych o wzorze ogólnym R2CH(OR′)2 (R′ ≠ H) będące tym samym dieterami dioli geminalnych. Związki te posiadają dwie grupy eterowe przyłączone do tego samego atomu węgla (RO−C–OR). Są cieczami o przyjemnym zapachu. Otrzymuje się je przez kondensację aldehydu lub ketonu z dwiema cząsteczkami alkoholu. W wyniku przyłączenia do aldehydu lub ketonu jednej cząsteczki alkoholu powstają nietrwałe hemiacetale (półacetale) o wzorze ogólnym R-CH(OH)(OR').
Acetale powstałe z ketonów bywają nazywane ketalami.

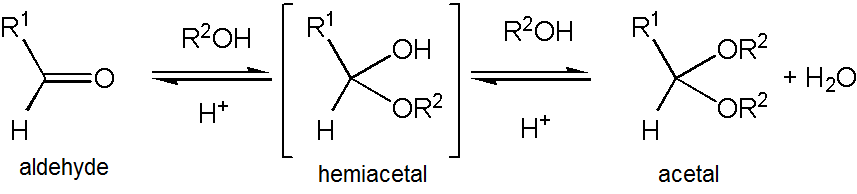
Synteza acetalu z aldehydu i alkoholu (reakcja biegnąca od prawej do lewej strony obrazuje hydrolizę acetalu)

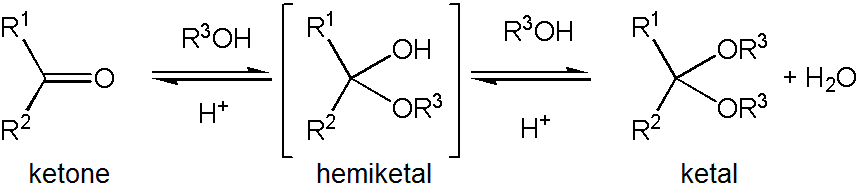
Synteza acetalu (typu ketalu) z ketonu i alkoholu

 

## Właściwości i zastosowanie acetali
Acetale są związkami nietrwałymi i łatwo ulegają rozkładowi do substratów, szczególnie w środowisku kwasowym. W środowisku zasadowym są trwałe (wykazują odporność na działanie zasad). W reakcjach utleniania i redukcji są trwalsze od aldehydów, dlatego stosuje się je m.in. w przemyśle farmaceutycznym i perfumeryjnym do zabezpieczania grupy aldehydowej przed wejściem w reakcje.
W syntezie organicznej acetale wykorzystywane są jako grupy ochronne grup hydroksylowych i karbonylowych, trwałych w warunkach zasadowych, a usuwanych w warunkach kwasowych.